# Tógó Sigenori
Tógó Sigenori (東郷茂徳, nyugaton Shigenori Tōgō) (1882. december 10. – 1950. július 23.) japán politikus, külügyminiszter. A második világháború során egyike volt azoknak, akik kételkedtek abban, hogy Japán megnyerheti a háborút az Amerikai Egyesült Államok ellen.

## Élete
1882-ben Hioki városában született. 1904-ben szerzett végzettséget a Tokiói Császári Egyetem irodalom szakán, ezután német nyelvet tanult a Meidzsi Egyetemen. 1912-ben csatlakozott a japán külügyminisztériumhoz.

## Politikai pályafutása
Tódzsó Hideki miniszterelnöksége idején külügyminiszter volt. Antimilitarista nézeteket vallott, az Amerikai Egyesült Államokkal vívott háborúval nem értett egyet. Amikor eldőlt a háború ténye, úgy gondolta, hogy csak előzetes figyelmeztetés után kell támadni. A harcok kirobbanása után nem sokkal később visszavonult. 1945 áprilisától megint elvállalta a külügyminiszterséget. Megpróbált tárgyalni a Szovjetunióval. Augusztusban, mikor eldőlt, hogy Japán megadja magát, lemondott. A háborúban játszott szerepe miatt 20 évi börtönre ítélték, a fegyházban hunyt el.

## Családja
Koreai származású volt, egyik felmenője Pak Phjongi fazekasmester volt, akit Japánba deportáltak az Imdzsin-háború alatt. Tógó eredeti vezetékneve Pak volt, ezt ötéves korában apja megváltoztatta. Unokája Tógó Kazuhiko, japán diplomata.